# Pseudomicrodes negrita
Pseudomicrodes negrita är en fjärilsart som beskrevs av George Francis Hampson. Pseudomicrodes negrita ingår i släktet Pseudomicrodes och familjen nattflyn. Inga underarter finns listade.